# NGC 4762
NGC 4762 هي مجرة محدبة تقع في كوكبة العذراء. وهو على مسافة 60 مليون سنة ضوئية وهو عضو في مجموعة العذراء. رؤية حافة هذه المجرة الخاصة التي تعتبر في الأصل أن تكون مجرة دوامة يجعل من الصعب تحديد شكله الحقيقي، ولكن يعتبر أن المجرة تتكون من أربعة مكونات رئيسية : انتفاخ مركزي، شريط، سميكة القرص والطوق الخارجي.
قرص المجرة غير متماثل ومتشوه، والتي يمكن تفسيرها الاندماج مع مجرة أصغر في الماضي. بقايا هذا الرفيق السابق قد استقرت بعد ذلك داخل قرص NGC 4762، وإعادة توزيع الغاز والنجوم وهكذا تغير التشكل للقرص.
NGC 4762 يحتوي على نواة مجرة من نوع بطانة نشطة وهي منطقة مركزية حيوية للغاية. ويمكن اكتشاف هذه النواة بسبب انبعاث خط الطيف الخاص بها، مما يسمح للعلماء الفلكيين بقياس تكوين المنطقة. وهو زوج غير تفاعلي مع المجرة NGC 4754.

## وصلات خارجية
- NGC 4762 على موقع ويكي سكاي: DSS2, SDSS, GALEX, IRAS, Hydrogen α, X-Ray, Astrophoto, Sky Map, Articles and images